# تفاعل الانتباج

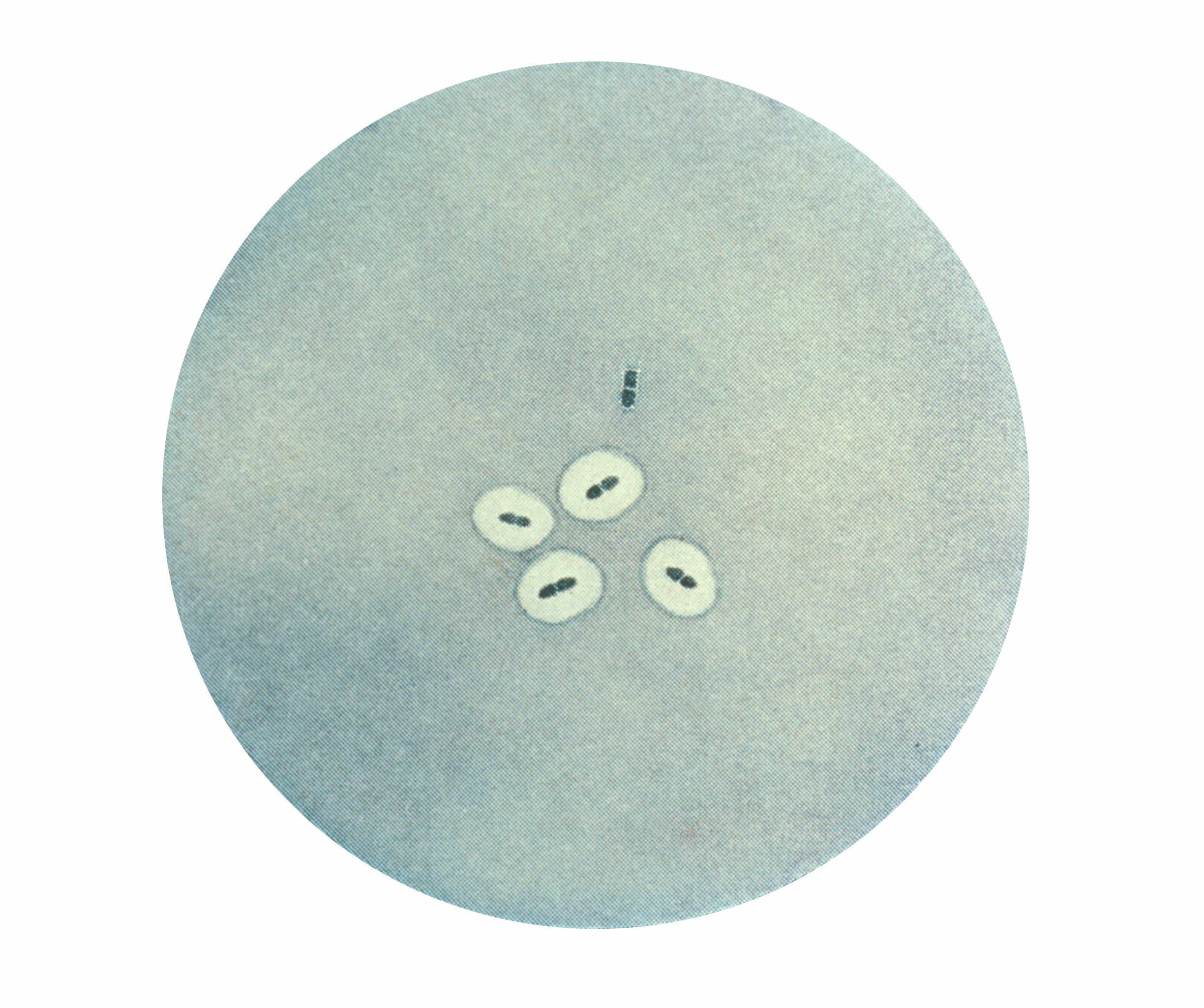

تفاعل الاِنْتِباج (بالإنجليزية: Quellung reaction)‏، المسمى أيضًا باسم تفاعل نوفيلد هو تفاعل كيميائي حيوي ترتبط فيه الأجسام المضادة بالمحفظة الجرثومية للمكوّرة الرئوية، والكلبسيلة الرئوية، والنيسرية السحائية، والعصوية الجمرية، والمستدمية النزلية، والإشريكية القولونية، والسلمونيلا. يتيح تفاعل الأجسام المضادة إظهار هذه الأنواع تحت المجهر. إذا كان التفاعل إيجابيًا، تصبح الكبسولة غير شفافة ويبدو أنها تكبر في الحجم.
يصف الانتِباج -(بالألمانية: Quellung)‏ أي «التورم»- المظهرَ المجهري لكبسولات المكورات الرئوية أو كبسولات بكتيرية أخرى بعد مزج مولد الضد عديد السكاريد الخاص بها مع جسم مضاد محدد. عادة ما يأتي مولِّد الضد من قليل من المصل المأخوذ من حيوان مختبري محصن. نتيجة لهذا المزج وترسُّب الجزيء المتشكل الضخم المعقد، يبدو الكبسولة منتفخة؛ بسبب زيادة التوتر السطحي؛ فتظهر معالمها بوضوح.
وصف العالم فريد نوفيلد تفاعل انتباج المكورات الرئوية أول مرة عام 1902، وطُبِق فقط على المكورة الرئوية، في كل من التورم الكبسولي المجهري والتراص العياني (تلازن يُرى بالعين المجردة). كان بحثه في البداية فضولًا فكريًا أكثر من أي شيء آخر، وتمكن فقط من تمييز الأنماط المصلية الثلاثة المعروفة في ذلك الوقت للمكورات الرئوية. لكنّه اكتسب استخدامًا عمليًا مهمًا مع ظهور العلاج المصلي لعلاج أنواع معينة من المكورات الرئوية في عشرينيات القرن العشرين؛ لأن اختيار المضاد المصلي المناسب لعلاج مريض بمفرده يتطلب تحديدًا صحيحًا للنمط المصلي للمكورات الرئوية المسببة للعدوى، وكان تفاعل الانتباج هو الطريقة الوحيدة المتاحة للقيام بذلك. أجرى الدكتور ألبرت سابين تعديلات على تقنية نيوفيلد ليتسنى القيام بها بسرعة أكبر، ووسّع علماء آخرون من نطاق هذه التقنية لتحديد 29 نمطًا مصليًا إضافيًا.
وصل تطبيق اكتشافات نوفيلد إلى مجالات أخرى مهمة من البحث عندما أظهر فريدريك غريفيث أن المكورات الرئوية يمكنها نقل المعلومات لتحويل نمط مصلي إلى آخر. أوضح آزوولد إيفري، وكولن مكلاود، وماكلن مكارتي في وقت لاحق أن العامل المحول هو الحمض النووي الريبوزي منقوص الأكسجين، أو الدي إن إيه.
حلّت المضادات الحيوية محل العلاج المصلي للأمراض المعدية في أربعينيات القرن العشرين، غير أن تحديد أنماط مصلية معينة ظل مهمًا؛ لأن فهم وبائيات عدوى المكورات الرئوية ما زال يتطلب تحديدها للتعرف على أماكن انتشار الأنماط المصلية المختلفة، وكذلك القدرة المتفاوتة للأنماط المصلية المختلفة على الغزو. كان فهم انتشار مختلف الأنماط المصلية أمرًا مهمًا أيضًا لتطوير لقاحات المكورات الرئوية للوقاية من أنواع العدوى الغازية.
استُخدم تفاعل الانتِباج للتعرف على 93 نمطًا مصليًا كبسوليًا معروفًا للمكورات الرئوية في الإعدادات التشخيصية، ولكنه واجه في السنوات الأخيرة تحديًا بواسطة طريقة تراص اللاتكس، وتقنيات التنميط الجزيئي أيضًا مثل تفاعل البوليميراز المتسلسل، الذي يرصد الحمض النووي (دي إن إيه)، ثم يستهدف الاختلافات الوراثية بين الأنماط المصلية.